# پودینگ تابستانی

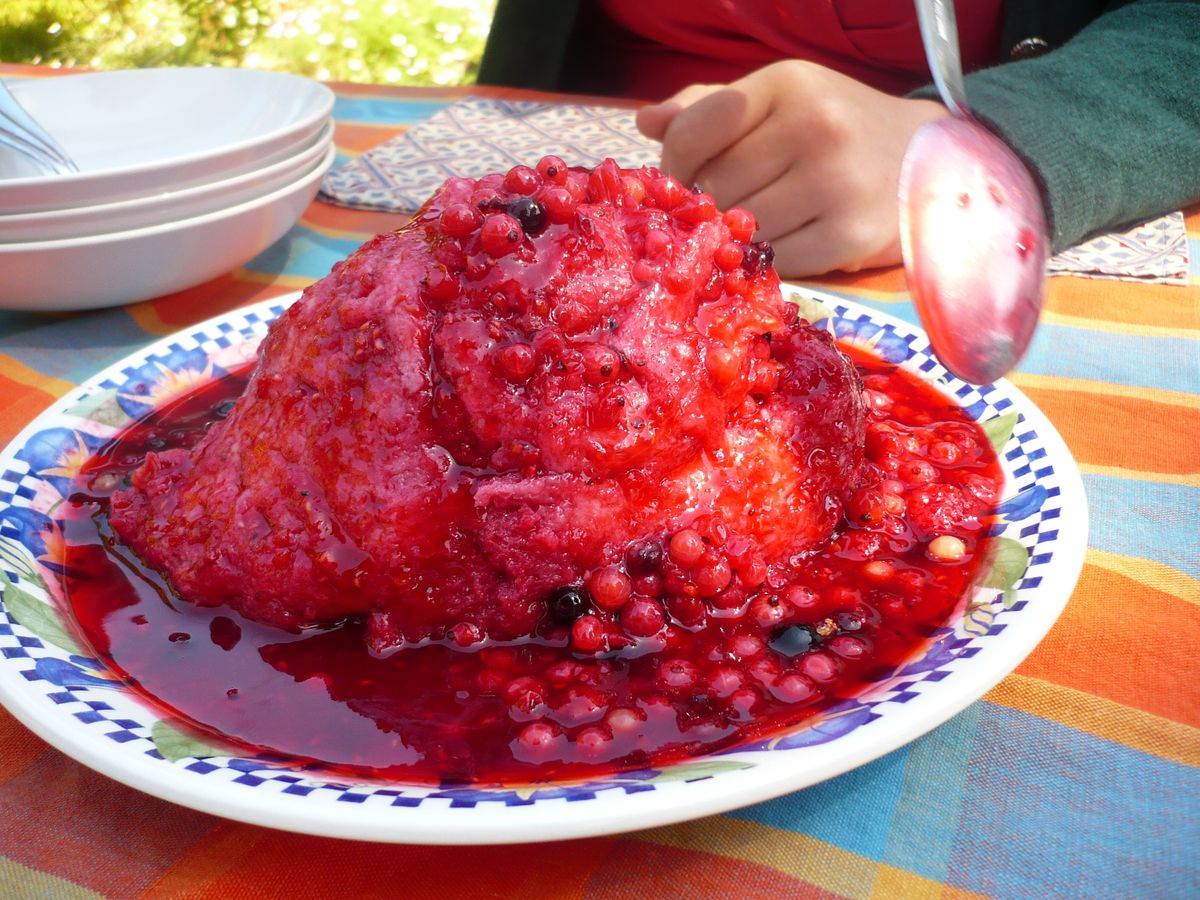
پودینگ تابستانی

پودینگ تابستانی (به انگلیسی: Summer pudding) نام نوعی پودینگ و دسر شیرین انگلیسی است که از میوه‌های تابستانی، بویژه توت فرنگی یا تمشک، همراه با کشمش قرمز و سیاه (گاهی نیز سیب یا شاه توت) و نان تهیه می‌شود.
میوه‌ها را نخست همراه با شکر حرارت می‌دهند تا شکر حل شده و عصارهٔ میوه خارج شود. سپس ترکیب به دست آمده را همراه با نان به صورت لایه لایه درون ظرف گودی قرار می‌دهند. بدین ترتیب تمام آب میوه جذب نان شده و طعمی مطبوع به آن می‌بخشد.
پودینگ تابستانی به صورت سرد و معمولاً همراه با خامه سرو می‌شود.